# Оператор-постановник
Оператор-постановник в художньому кінематографі — один із основних творців фільму, який безпосередньо працює над його образотворчим рішенням, керівник операторської групи.

## Оператор-постановник художнього фільму
Спільно з режисером-постановником оператор-постановник визначає ідейно-художню спрямованість фільму, його образотворче трактування. Основне в творчості оператора-постановника — відбір і втілення на екрані найвиразніших композиційних, світлотональних та колористичних рішень, точок зйомки, ракурсів, оптичного трактування й освітлення, що мають сприяти максимально повній, глибокій передачі теми й ідеї фільму.
При підготовці до зйомки і в роботі над фільмом оператор-постановник спільно з режисером-постановником і художником на основі літературного сценарію і творчого задуму майбутнього фільму розробляє постановочний сценарій, образотворче трактування сцен і епізодів фільму, портретні характеристики основних персонажів, принципи освітлення, вибирає місця натурних зйомок, затверджує ескізи декорацій, костюмів. У процесі роботи над фільмом оператор-постановник керує роботою оператора, асистента оператора, та інших членів операторської групи. Визначає сцени, які потребують використання допоміжного операторського обладнання: операторських візків, кранів, стедікамів.
Найближчим помічником і виконавцем творчих і технічних завдань оператора-постановника є оператор. Він також керує роботою асистента оператора та іншого технічного персоналу. За дорученням оператора-постановника оператор самостійно проводить зйомки в павільйоні і на натурі. Оператор несе відповідальність за фотографічну якість зображення, витрату кіноплівки та електроенергії для операторського освітлення. Комплектує необхідну знімальну техніку, проводить випробування апаратури, плівки, світлофільтрів та іншого операторського обладнання, спостерігає за якістю лабораторної обробки негатива і печаткою контрольного позитива. Оператор-постановник під час підготовки фільму до здачі на двох плівках керує грейдінгом.

## Інші види кінематографа
У хронікально-документальному кіно оператор-постановник виступає як кіножурналіст, що не тільки здійснює зйомку і визначає образотворче рішення майбутнього фільму, але й відбирає відповідно до теми та ідейно-художнього задуму фільму найбільш суттєві, типові і виразні для зйомки явища і факти дійсності. Особливої підготовки в області спеціальних видів зйомки вимагає робота оператора-постановника науково-популярного і навчального кіно, що використовують кінозйомку як метод наукової документації та дослідження. У роботі над хронікально-документальними та науково-популярними фільмами оператор-постановник часто виконує функції автора-оператора.